# Oleg Grigorievitch Makarov
Pour les articles homonymes, voir Oleg Makarov et Makarov.
Oleg Grigorievitch Makarov (en russe : Олег Григорьевич Макаров) est un cosmonaute soviétique, né le 6 janvier 1933 et décédé le 28 mai 2003.

## Biographie
Oleg Makarov est né le 6 janvier 1933 à Oudomlia, une ville de l'actuelle oblast de Tver.
Il est inhumé au cimetière d'Ostankino.

## Vols réalisés
Il a été sélectionné 4 fois en tant qu'ingénieur de vol pour les missions Soyouz 12 (du 27 septembre 1973 au 29 septembre 1973), Soyouz 27 (décollage le 10 janvier 1978, séjour à bord de Saliout 6, en tant que membre de l'expédition Saliout 6 EP-1 et retour le 16 janvier 1978, à bord de Soyouz 26) et Soyouz T-3 (27 novembre 1980, séjour à bord de Saliout 6, en tant que membre de l'expédition Saliout 6 EP-9 et retour le 10 décembre 1980).
Le 5 avril 1975, quelques minutes après le lancement de Soyouz 18a, le dernier étage de la fusée porteuse échoue à se séparer de l'étage inférieur, pour cause d'un boulon explosif défaillant. Alors que les moteurs s'allument malgré tout, la fusée, déséquilibrée, commence à s'écarter dangereusement de sa trajectoire : la capsule est alors séparée d'urgence du lanceur. Alors que la fusée est détruite en vol, l'équipage (le commandant de la mission est Vassili Lazarev), fortement commotionné, mais vivant, atterrira quelques minutes plus tard. Ce vol — devenu suborbital par la force des choses — sera longtemps tenu secret par l'Union soviétique.

## Décorations
- Deux fois Héros de l'Union soviétique
- Quatre fois l'ordre de Lénine